# Tomasz Skory
Tomasz Skory (ur. 29 maja 1966 w Częstochowie) – polski dziennikarz radiowy, od 1993 związany ze stacją RMF FM.

## Życiorys
W 1991 uzyskał absolutorium na Wydziale Dziennikarstwa i Nauk Politycznych Uniwersytetu Warszawskiego, jednak nie obronił pracy magisterskiej. W latach 1990–1991 oraz na początku 1993 pracował w Radiu Eska, a w 1992 w dzienniku „Nowa Europa”.
W 1993 zatrudniony jako reporter polityczny w RMF FM. Pracując w RMF FM, prowadził program Polityczne graffiti (wraz z Konradem Piaseckim) na antenie telewizji Polsat, a później Krakowskie Przedmieście 27 w TVP1. W latach 2008–2010 był dyrektorem informacji w RMF FM. Na antenie tej stacji prowadził m.in. poranne rozmowy i satyryczną audycję Wolne Żarty.